# داکوتا رز
داکوتا رُز (به ژاپنی: ダ コ タ ー ズ · ロ) (به انگلیسی: Dakota Rose)، (زادهٔ ۱۹ سپتامبر ۱۹۹۳) دختری آمریکایی-ژاپنی است که در سان فرانسیسکو زندگی می‌کرد و در سال ۲۰۱۳ به توکیو مهاجرت کرد. بسیاری از طرفدارانش او را با نام «کوتاکوتی» می‌شناسند. مادرش کتی اُسترنجا (خانه‌دار) است. وی یک برادر و یک خواهر بزرگتر دارد.
نگاه او مانند عروسک باربی است. او دربارهٔ ظاهر فوق العادهٔ اش گفته‌است: به‌دلیل استفاده از حدود ۵۰۰ گرم ازمواد لازم برای آرایش کامل است که مثل یک عروسک باربی به نظر می‌آیم.

## فیلم‌شناسی
| سال  | نام فارسی                | نام انگلیسی   | شخصیت بازیگر        |
| ---- | ------------------------ | ------------- | ------------------- |
| ۲۰۱۳ | حیلهٔ پانکیس (فیلم کوتاه) | Hanky Pankies | آقا                 |
| ۲۰۱۵ | ویگلام (فیلم کوتاه)      | Wiglum        | اولین دستیار دوربین |